# Malcolm Glazer
Malcolm Irving Glazer (Rochester, New York, 15 augustus 1928 – aldaar, 28 mei 2014) was een Amerikaanse zakenman en sportclubeigenaar. Hij was president en algemeen directeur van de First Allied Corporation, een bedrijf dat winkelcentra uitbaat. Hij had een meerderheidsaandeel in de Tampa Bay Buccaneers, een American footballteam uit Florida, en Manchester United.

## Biografie
Glazer werd geboren in Rochester en woonde in Palm Beach. Hij was een van de zeven kinderen uit een gezin van orthodox-Joodse immigranten uit Litouwen en werd in 1943 directeur van het familiebedrijf. Hij was getrouwd en had zes zonen; drie van hen zijn vicepresidenten bij de First Allied Corporation.
Hij overleed in zijn geboorteplaats op 85-jarige leeftijd.
Avram Glazer en Joel Glazer werkte tijdens zijn tijd bij Manchester United ook bij de club.

## Zakengeschiedenis
Glazer had een divers portfolio aan Amerikaanse investeringen in de voedselindustrie, gezondheidszorg, het vastgoed, bankwezen, aardgas en olie en het internet.